# Jhay Cortez
Jesús Manuel Neus Cortez (Río Piedras, Puerto Rico, 9 d'abril de 1993), més conegut pel nom artístic Jhay Cortez, és un cantant, productor i compositor porto-riqueny de reggaeton i trap llatí.
És el compositor de temes com «Llama al sol» de Tito El Bambino, «Otra cosa» de Daddy Yankee i «Por el momento» de Nicky Jam, i va col·laborar en la composició dels senzills «Criminal» de Natti Natasha i «Mi religión» de Yandel, entre molts altres.

## Biografia
Cortez va néixer a Río Piedras, Puerto Rico. Després es mudà a viure a Camden, Nova Jersey, Estats Units. Per aquest motiu va tenir una infantesa bilingüe.
Va començar a compondre cançons als 15 anys, cosa que va fer que el productor Eddie Dee s'interessés en ell i va ser conegut pels productors Lele "El Arma Secreta" i Eliel, amb els quals va començar a escriure cançons.
Posteriorment va compondre cinc senzills per Tito El Bambino, entre ells: «Llama al sol» per al seu àlbum Invencible publicat el 2011, el qual resultaria guanyador d'un Grammy Llatí en la categoria de millor àlbum tropical.

## Carrera musical

### 2013-2016: Inicis i produccions
El 2013 va començar com a cantant formant part d'un grup de pop llatí anomenat Stereo 4, el qual va néixer com una idea de Joel Báez. Stereo 4 va ser la barreja de quatre veus totalment diferents. L'agrupació juvenil estava composta per quatre joves porto-riquenys: Jafet Cortes, Eduardo Esteras, Rubén Chinea i Jesús M. Nieves. Temps després Jhay Cortez es va iniciar com a solista. Va col·laborar amb el grup per última vegada el 2016 amb la cançó «Te quiero ver».

### 2017-2020: Universal Music Group
El 22 d'agost de 2017 va signar un contracte amb la discografia Universal Music Latin Entertainment sota el moviment House of Haze en aliança amb el productor HAZE aka Fino, més conegut com El Haze, amb la qual va llançar el seu primer senzill sota aquest segell anomenat «Donde no se vea» amb les col·laboracions de Jory Boy i Pusho.
El 16 de març de 2018 es va presentar en un concert que va ser en benefici de les víctimes dels desastres naturals amb el nom de SXSW com un dels artistes del Port Relief Showcase. Posteriorment va ajudar en la composició dels temes «Criminal» de Natti Natasha amb Ozuna i «Mi religión» de Yandel. El 16 de maig va publicar l'EP Eyez On Me sota el segell discogràfic Universal Music Latin. A la fi de 2018 va llançar el seu senzill «Costear» al costat d'Almighty, que va originar la publicació de dues remescles.
El 22 de febrer de 2019 va publicar el senzill «No me conoce», que va arribar a posicionar-se en els primers llocs de diverses llistes musicals a nivell de Llatinoamèrica, a més de ser certificada triple platí per PROMUSICAE a Espanya. La cançó també va comptar amb un remix amb J Balvin i Bad Bunny, el qual va ser certificat platí per la RIAA dels Estats Units. Aquell mateix any també va col·laborar en el tema «Deséame suerte» de Karol G. Més endavant, al mes de maig, es va publicar el seu primer àlbum d'estudi titulat Famouz.
Una edició especial del seu primer disc d'estudi amb cançons inèdites va ser publicada al començament de 2020 amb el nom de Famouz Reloaded, així com també va publicar un nou senzill «Dime a ve», que formarà part del seu segon àlbum Timelezz.

### 2020 - 2021: Col·laboracions i Timelezz
El 30 d'Octubre de 2020, Bad Bunny i Jhay Cortez van estrenar la seva col·laboració Dákiti. Va convertir-se en un dels èxits més grans de l'any arreu del món. Va aconseguir la primera posició de la llista mundial de Billboard. Dákiti va entrar directament al número 1 de la llista espanyola, convertint-se en el primer número 1 per a Jhay Cortez. Als Estats Units, va entrar directament al número 9, cosa que la va convertir en la segona cançó completament en castellà en debutar entre les 10 primeres posicions del Hot 100 de tots els temps. Dákiti va assolir la seva posició màxima (#5) en la seva cinquena setmana al Hot 100. També va arribar al top10 de la llista francesa, on va assolir el número 8 a principis de 2021. Bad Bunny i Jhay Cortez van interpretar la cançó en directe a la gala dels Grammys.
El 12 de Novembre de 2020, Jhay Cortez va publicar Kobe En LA, el senzill de presentació de Timelezz, el segon àlbum d'estudi del cantant. El 7 de Gener de 2021, va estrenar un altre avançament del disc: Los Bo, en col·laboració amb Myke Towers. Al mes de Març, Jhay Cortez va estrenar el senzill Christian Dior, que també formarà part de Timelezz.
Al mes de Febrer del 2021, Jhay Cortez va col·laborar en una de les cançons de l'àlbum Los Legendarios 001 anomenada Fiel. Aquesta cançó, interpretada juntament amb Wisin, es va convertir en un tot un èxit, en bona part gràcies a un ball de TikTok i va assolir la primera posició de la llista oficial espanyola. Fiel va situar-se entre les 10 cançons més escoltades a nivell global a Spotify. Jhay Cortez també va aparèixer a l'àlbum debut de Mora, El Primer Dia de Clases. Específicament a la cançó 512, que posteriorment va ser promocionat com a senzill. El videoclip de la cançó va sortir al mes d'Abril.
El 3 de Setembre de 2021 va publicar el seu segon àlbum d'estudi Timelezz. El mateix dia va estrenar com a senzill la cançó Ley Seca, en col·laboració amb Anuel AA. Ley seca va assolir la segona posició de la llista oficial espanyola i va aconseguir el certificat doble de platí en menys de tres mesos.

## Discografia
Àlbums d'estudi
- 2019: Famouz
- 2021: Timelezz

EP
- 2018: Eyez On Me